# Al Franken
Alan Stuart "Al" Franken, född 21 maj 1951 i New York City, New York, är en amerikansk politiker, politisk kommentator, satiriker, komiker, skådespelare och manusförfattare.
Franken tog en bachelorexamen (A.B.) från Harvard University 1973. Han har deltagit i NBC:s Saturday Night Live. Han gjorde sig känd som kritiker av personer inom den amerikanska högern och av president George W. Bushs politik. Franken tillkännagav i februari 2007 att han 2008 skulle kandidera till posten som senator för Minnesota och utropades enligt primära siffror överraskande till segrare över den sittande republikanske senatorn Norm Coleman. Valnattens preliminära rösträkning visade att Franken förlorat med 727 röster vilket enligt Minnesotas lagar innebar att en ny rösträkning måste genomföras eftersom vinstmarginalen var för liten i förhållande till antalet avlagda röster. Under omräkningens början minskade Colemans ledning omedelbart till så lite som drygt 200, men utgången förblev oviss. Den 5 januari fastslogs Franken som segrare med 225 rösters marginal. Domstolsprövning av valresultatet ledde slutligen till ett utslag i Minnesotas högsta domstol 30 juni 2009, och Franken svors därefter in som senator den 7 juli 2009.
År 2017 anklagade åtta kvinnor offentligt Franken för sexuella trakasserier. 32 demokratiska senatorer uppmanade Franken att avgå. Den 7 december 2017 meddelade Franken i ett tal till senaten att han skulle avgå från sitt ämbete, vilket han gjorde 2 januari 2018.
Franken träffade sin fru, Franni Bryson, under sitt första år på Harvard. 2005 flyttade de till Minneapolis, Minnesota. De har en dotter och en son.

## Publikationer
- I'm Good Enough, I'm Smart Enough, and Doggone It, People Like Me! 1992
- Rush Limbaugh is a Big Fat Idiot and Other Observations 1996
- Why Not Me? - The Inside Story of the Making and Unmaking of the Franken Presidency 1999
- Oh, the Things I Know! - A Guide to Success, or, Failing that, Happiness 2003
- Lögner och de lögnaktiga lögnarna som sprider dem; En rättvis och balanserad titt på den amerikanska högern (LIES And the Lying Liars Who Tell Them- A Fair and Balanced Look at the Right)  2003
- The Truth with Jokes 2005